# Vitali Guínzburg
Vitali Lázarevich Guínzburg (en ruso: Виталий Лазаревич Гинзбург; Moscú, [21 de septiembrejul./ 4 de octubre de 1916greg. - ibídem, 8 de noviembre de 2009) fue un físico teórico y astrofísico soviético. Obtuvo el Premio Nobel de Física en 2003 por sus contribuciones pioneras a la teoría de los superconductores y de los superfluidos. Fue un declarado activista ateísta.
En 1938 se graduó en la Facultad de Ciencias Físicas de la Universidad Estatal de Moscú. Defendió su candidatura al grado de doctor (PhD) en 1940 y su tesis doctoral en 1942. Desde 1940 perteneció al Instituto Lébedev de Física de Moscú (llamado en honor a Piotr Lébedev) de la Academia de Ciencias de la URSS, siendo entre 1971 y 1988 sucesor de Ígor Tamm al frente del Departamento Teórico. Desde 1945 fue profesor a tiempo parcial de la Universidad Estatal de Gorki, y desde 1968 del Instituto de Física y Tecnología de Moscú. Fue elegido miembro extranjero de nueve Academias de Ciencias (o instituciones equivalentes) como la Real Sociedad de Londres (1987), la Academia Nacional de Ciencias de Estados Unidos (1981) y la Academia Americana de Artes y Ciencias (1971).
Fue autor de varios cientos de artículos científicos y más de una docena de libros. Sus campos de trabajo incluyen la materia condensada, la física de plasmas y la astrofísica. En materia condensada destacan sus contribuciones a la teoría de la superconductividad (teoría Ginzburg-Landau), transiciones de fase, y ferroelectricidad. En la física de plasmas, a la teoría de propagación de ondas, emisión sincrotrón, y radiación de transición; y en astrofísica, una teoría sobre el origen de los rayos cósmicos, y la teoría de emisión de radio de los pulsares. En los años 1950, se vio involucrado en el proyecto soviético de la bomba de hidrógeno.

## Reconocimientos
- Premio estatal de la URSS en 1953
- Premio Lenin en 1966
- Medalla de oro de la Real Sociedad Astronómica en 1991
- Medalla por el trabajo valiente en la Gran Guerra Patria 1941-1945
- Premio Wolf en Física en 1994/5
- Medalla de Oro Lomonósov en 1995
- Premio Nobel de Física en 2003, junto con Alekséi Alekséyevich Abrikósov y Anthony James Leggett.
- Medalla Conmemorativa del 800º Aniversario de Moscú